# Lastreopsis
Lastreopsis är ett släkte av träjonväxter. Lastreopsis ingår i familjen Dryopteridaceae.

## Bildgalleri

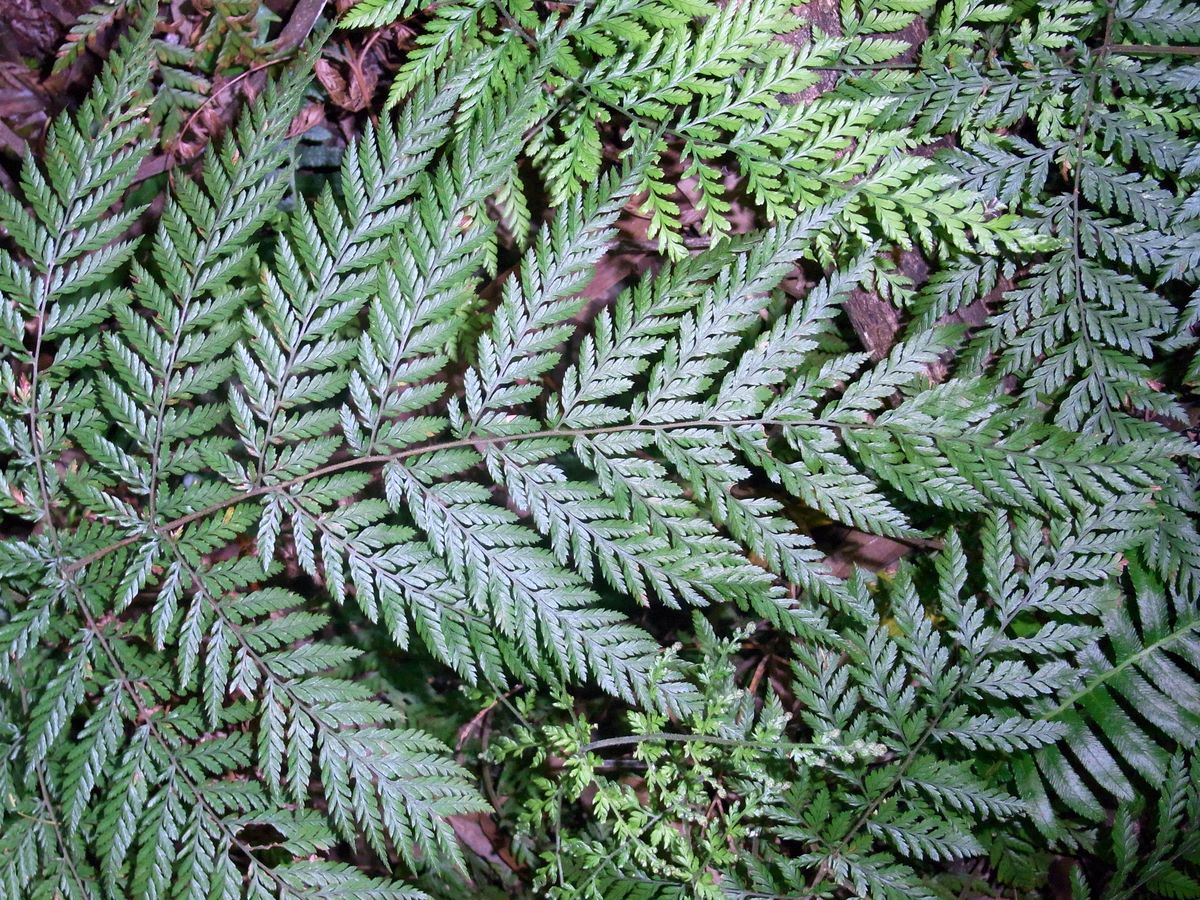
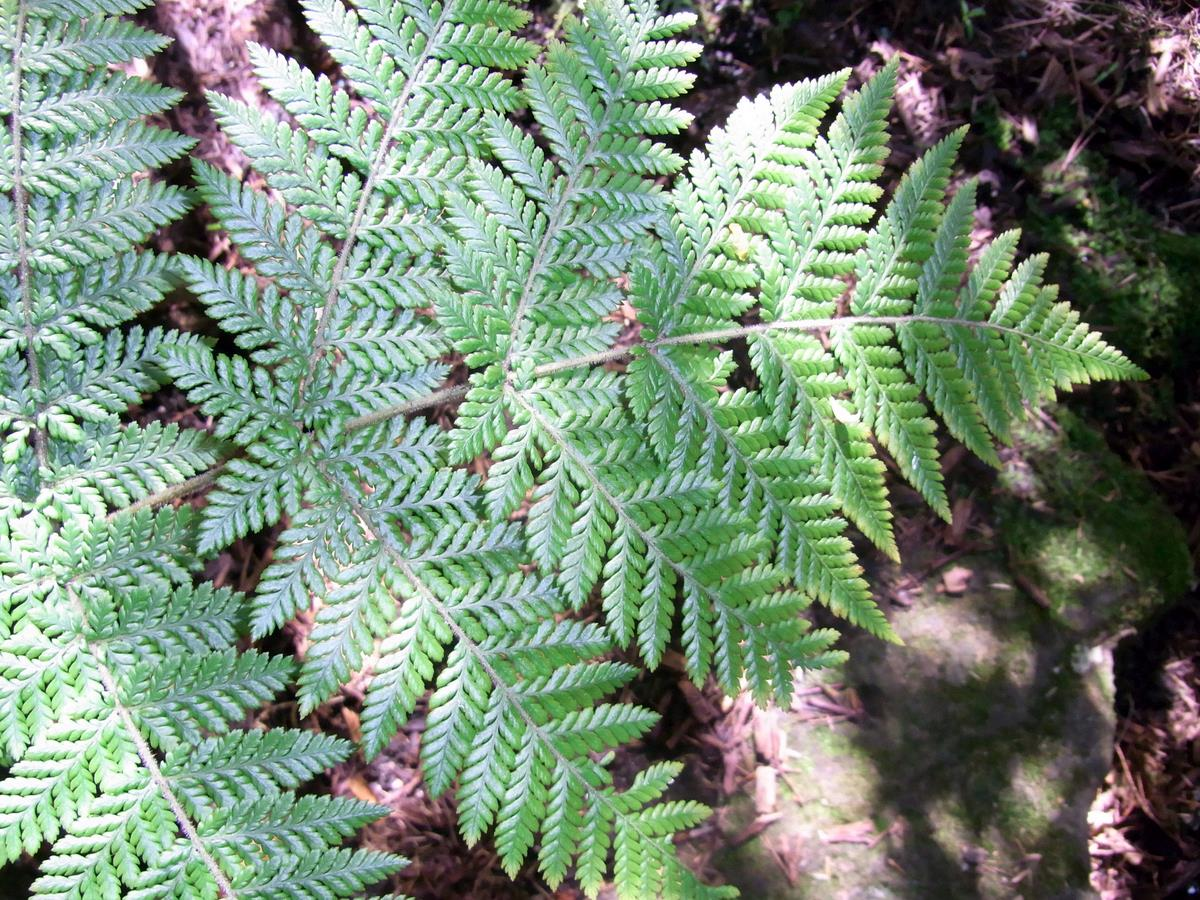
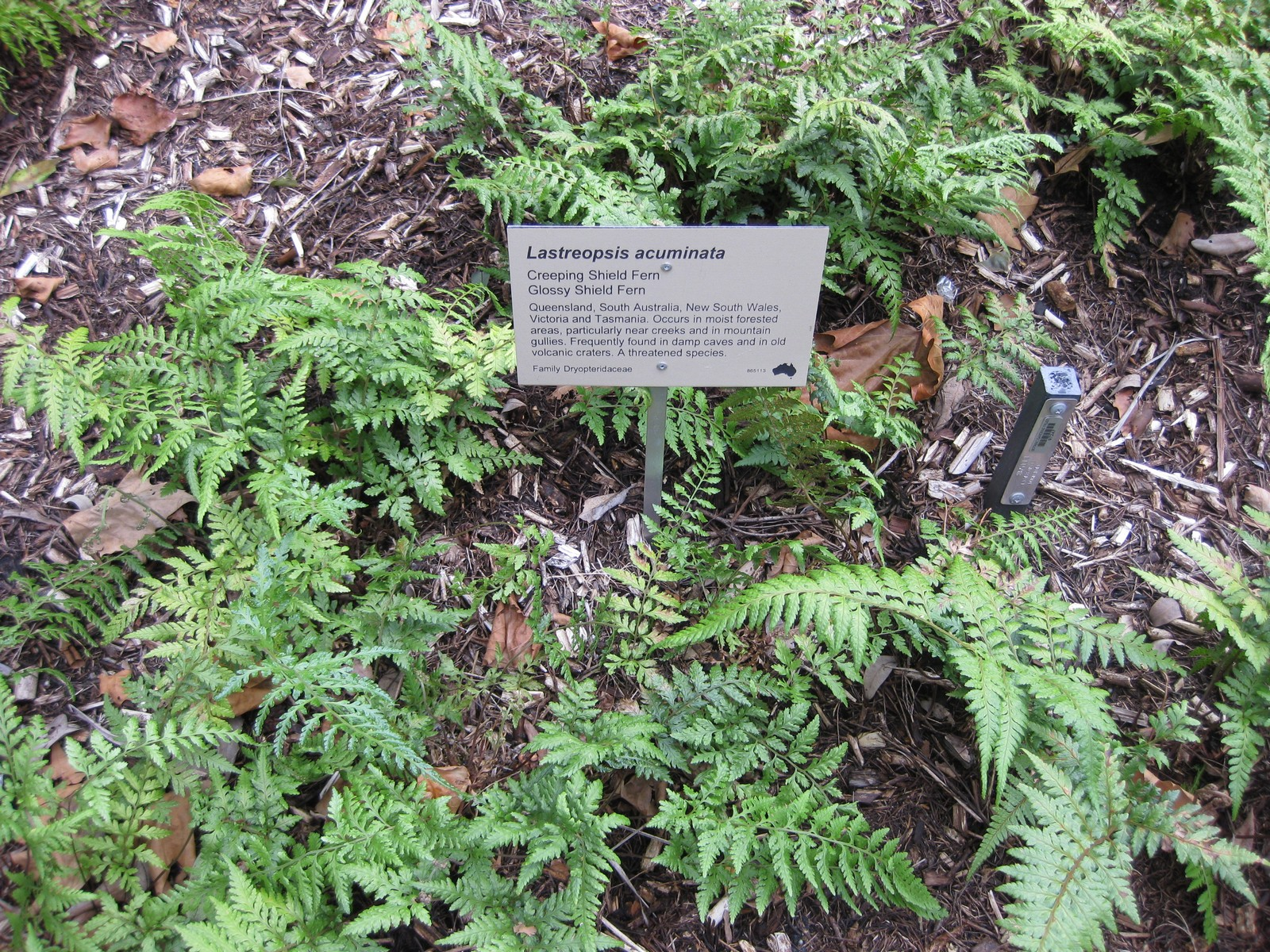
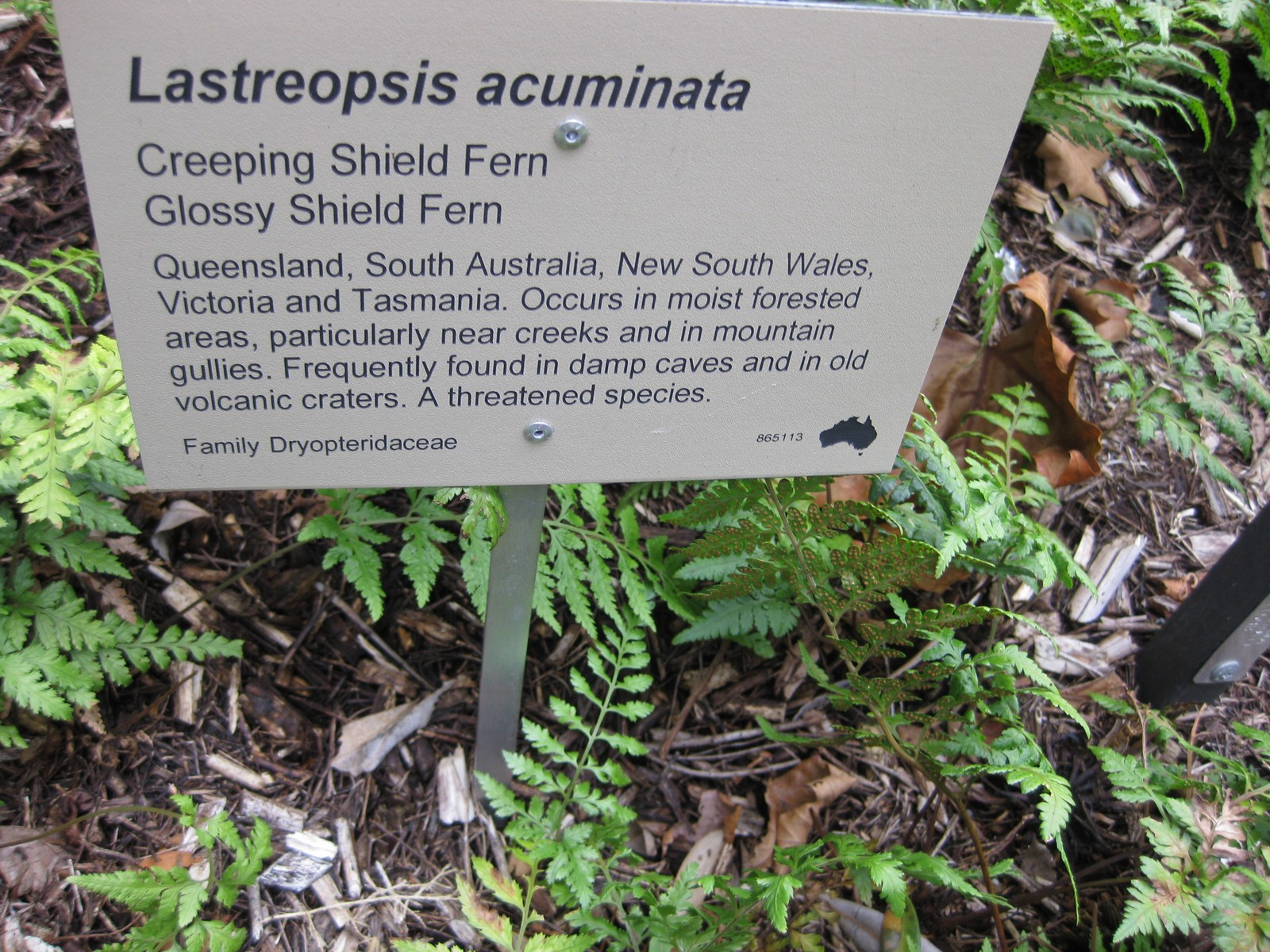
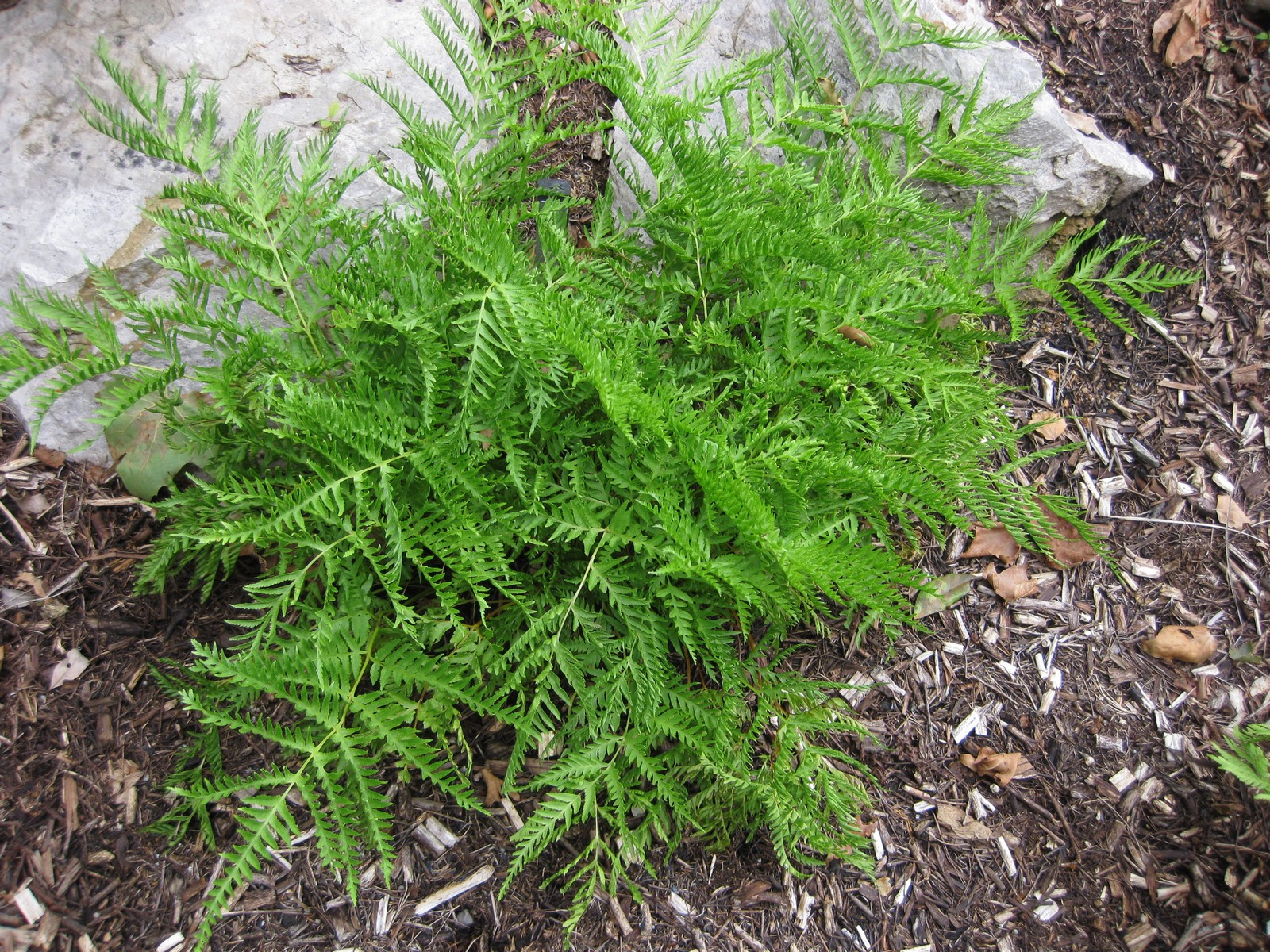
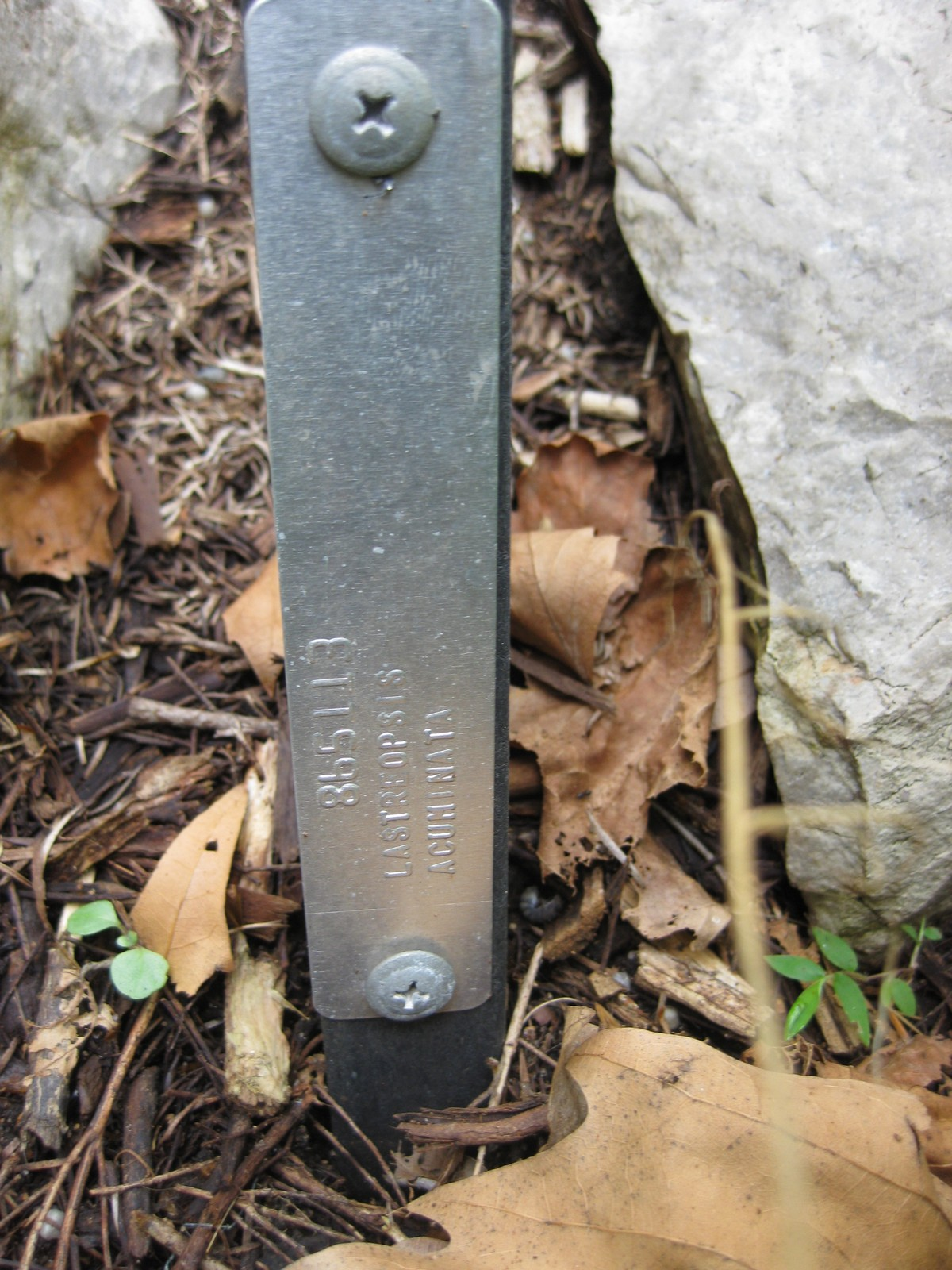

## Dottertaxa tillLastreopsis, i alfabetisk ordning[1]
- Lastreopsis acuta
- Lastreopsis amplissima
- Lastreopsis barteriana
- Lastreopsis boivinii
- Lastreopsis calantha
- Lastreopsis coriaceosquamata
- Lastreopsis currorii
- Lastreopsis davalliaeformis
- Lastreopsis davallioides
- Lastreopsis decomposita
- Lastreopsis effusa
- Lastreopsis exculta
- Lastreopsis fidelei
- Lastreopsis glabella
- Lastreopsis grayi
- Lastreopsis hispida
- Lastreopsis hornei
- Lastreopsis kermadecensis
- Lastreopsis killipii
- Lastreopsis manongarivensis
- Lastreopsis marginans
- Lastreopsis microlepioides
- Lastreopsis microsora
- Lastreopsis munita
- Lastreopsis nephrodioides
- Lastreopsis nigritiana
- Lastreopsis novoguineensis
- Lastreopsis pacifica
- Lastreopsis perrieriana
- Lastreopsis pseudoperrieriana
- Lastreopsis rufescens
- Lastreopsis silvestris
- Lastreopsis smithiana
- Lastreopsis squamifera
- Lastreopsis subrecedens
- Lastreopsis subsericea
- Lastreopsis subsimilis
- Lastreopsis subsparsa
- Lastreopsis tenera
- Lastreopsis tinarooensis
- Lastreopsis walleri
- Lastreopsis velutina
- Lastreopsis vieillardii
- Lastreopsis windsorensis
- Lastreopsis vogelii
- Lastreopsis wurunuran